# Albianka
Albianka (biał. Альбянка; ros. Альбянка, Albianka; hist.: pol. Pochabowszczyzna, Pohabowszczyzna; biał. Пахабаўшчына, Pachabauszczyna) – wieś na Białorusi, w obwodzie mińskim, w rejonie nieświeskim, w sielsowiecie Nieśwież, nad Uszą.

## Historia
W XIX i w początkach XX w. wieś i folwark Pochabowszczyzna położone w Rosji, w guberni mińskiej, w powiecie słuckim, w gminie Łań. Folwark należał do ordynacji nieświeskiej Radziwiłłów. Na początku lat 80. XIX w. w głośnym procesie osiadła tu szlachta pozwała ordynację o prawo czynszowe. Wyrok Senatu Rządzącego z 11 listopada 1883 przyznał czynszownikom wieczystość dzierżawy i niezmienność kwoty czynszu.
W dwudziestoleciu międzywojennym wieś leżąca w Polsce, w województwie nowogródzkim, w powiecie nieświeskim, w gminie Łań. W 1921 miejscowość liczyła 423 mieszkańców, zamieszkałych w 82 budynkach, w tym 240 Polaków i 183 Białorusinów. 344 mieszkańców było wyznania prawosławnego i 79 rzymskokatolickiego.
Po II wojnie światowej w granicach Związku Sowieckiego. W 1964 zmieniono nazwę wsi na obecną. Od 1991 w niepodległej Białorusi.